# Hugo Santiago
 (février 2018).
Si vous disposez d'ouvrages ou d'articles de référence ou si vous connaissez des sites web de qualité traitant du thème abordé ici, merci de compléter l'article en donnant les références utiles à sa vérifiabilité et en les liant à la section « Notes et références ».
Pour les articles homonymes, voir Santiago (homonymie).
Hugo Santiago Muchnik, dit Hugo Santiago, né le 12 décembre 1939 à Buenos Aires et mort le 27 février 2018 à Paris, est un réalisateur argentin. 
Auteur d’un cinéma audacieux et d’une extrême rigueur, aussi novateur dans la narration que dans le montage ou le traitement du son, il est considéré comme un réalisateur majeur dans son pays d’origine, de même qu’en France où il vit à partir de 1959.

## Biographie
Hugo Santiago se consacre à la musique depuis sa première enfance. C'est au cours de ses études (littérature, philosophie) à l'université de Buenos Aires, entre 1956 et 1957, qu'il fait la connaissance de Jorge Luis Borges, titulaire de la chaire des littératures anglo-saxonnes anciennes. Parallèlement, il étudie la mise en scène et le jeu de l’acteur avec Hedi Krilla, actrice et directrice de théâtre argentine d'origine autrichienne, également connue sous le nom de Hedwig Schlichter (et pour qui il écrira un rôle dans son premier long-métrage). 
En 1957, il fait ses premiers pas dans le cinéma : il suit le tournage de El Secuestrador, du célèbre réalisateur argentin Leopoldo Torre Nilsson, (où il fait une brève apparition) ; mais surtout, il s’initie en tant que réalisateur, scénariste et interprète dans un projet de série : De padres y de hijos. En présentant le matériel de cette expérience télévisuelle au 1er concours du Fondo Nacional de las Artes, il obtient le Premier Prix, et une bourse pour voyager en Europe.  
En 1959, il débarque à Paris. Grâce à une lettre de recommandation de Ramón Gómez de la Serna, il s’approche de Jean Cocteau, qui termine le tournage du Testament d'Orphée, et qui lui permet de faire une rencontre capitale : celle du cinéaste Robert Bresson , dont il sera l'assistant jusqu'en 1966, travaillant notamment sur le Procès de Jeanne d'Arc (1962). Hugo Santiago dira du cinéaste français : « Bresson est et sera toujours mon maître. Si j'avais tenté de faire mon cinéma, tout seul, dès le début, j'aurais probablement été un cinéaste baroque, insensé, et peut-être de goût, par quelque opération divine. Mais le contact avec Bresson m'a obligé à un travail très intense, et à une rigueur formelle qui m’a transformé. » En même temps – l’autre but de son séjour en France –,  il assiste quotidiennement aux projections de la Cinémathèque, « les trois films obligatoires par jour ». Selon David Oubiña (Filmologie, 2000) « (…) c’est précisément la dense expérience européenne aux côtés de Robert Bresson, qui va permettre à Santiago de définir son attitude personnelle envers son moyen d’expression (…), pour une radicalisation des concepts d’écriture et de lecture cinématographiques. » 

### Premiers films
De 1963 à 1967, Hugo Santiago s'attelle à de nombreux projets : les scénarios de Ghislaine de Bruges et de Cuchillo en France, et de El Hombre del bandonéon de retour à Buenos Aires, projet décisif, écrit avec Olga Orozco et qui est sur le point de se tourner, quand un coup d’état militaire arrête la production, (mais qui sera beaucoup plus tard à l’origine de Les trottoirs de Saturne).  
Il réalise ensuite 2 moyens métrages : Les contrebandiers (1967) et Les caïds (1968).  
Entre la fin 68 et 1969, il réalise, en Argentine, son premier long-métrage, Invasión. Au début 1968 il avait soumis à son vieux maître Jorge Luis Borges et à son ami Adolfo Bioy Casares une petite idée, que les deux célèbres écrivains allaient transformer en un scénario dont Santiago écrira ensuite l’adaptation avec Borges, quotidiennement à la Bibliothèque Nationale, durant une année entière. « L'écriture d'Invasión fut un plaisir infini et un luxe extraordinaire. Un style défini – cette prose mémorable de Borges – traverse tout le film, et la force de ce style était telle que, pour moi, il devenait intouchable. J'ai simplement essayé, modestement, d’en faire du cinéma. » 
Dans Invasion, la ville assiégée a un nom, Aquiléa, le Buenos Aires mythique de l’auteur, qui sera, vingt ans plus tard, le pays d’où s’exilent les personnages de son film Les trottoirs de Saturne, et même, complétant sa Trilogie d’Aquiléa, le pays où voudra rentrer le protagoniste de Adiós, en 2017. 
Présenté en ouverture de la première édition de la Quinzaine des Réalisateurs au Festival de Cannes en 1969, le film est récompensé de très nombreux prix internationaux (Locarno, Barcelone, Mannheim, Harvard, Sante Fe...). Il est considéré en Argentine comme un véritable classique du cinéma. « Il serait difficile de citer un autre film du cinéma argentin, qui ait comme Invasión, le statut de « film culte », écrit Eduardo Russo dans El Amante Cine en 1994. 
Au moment de la sortie d’ Invasión, Jorge Luis Borges, qui se refuse à donner des interviews, envoie une lettre à la presse : « Deux expériences de caractère analogue, éloignées dans le temps, se rejoignent maintenant dans ma mémoire. La plus ancienne m’accompagne depuis 1923 ; je veux parler du soir où je tins entre mes mains le premier exemplaire de mon premier livre. L’autre, la plus récente, est celle de l’émotion que j’ai éprouvée à voir sur l’écran le film Invasión. Un livre imprimé ne diffère guère d’un manuscrit ; un film, c’est la projection visible, détaillée, écoutée, enrichie et magique, de quelque chose de rêvé, à peine entrevu. Puisque je suis l’un des auteurs, je ne dois point me permettre d’en faire l’éloge. Je tiens pourtant à consigner ici qu’Invasión est un film qui ne ressemble à aucun autre et pourrait bien être le premier exemple d’un nouveau genre fantastique. »  
Quant à Adolfo Bioy Casares, il écrit : « Invasión rajeunit le thème de l'Illiade : il ne vante pas l’astuce et l’efficacité du vainqueur, mais le courage d’une poignée de résistants prêt à défendre leur Troie – qui ressemble par trop à Buenos-Aires – où il y a toujours une bande d’amis et un tango qui vous invitent à vous battre pour des causes nobles et justes. Homère me pardonne : le cœur est toujours du côté des résistants. Je crois que Hugo Santiago a réussi un film extraordinaire. » 

### Films en France
Comme Hugo Santiago ne parvient pas à monter son projet suivant – El señor Szun, à partir des souvenirs du plasticien Juan Andralis –, il reforme en 1972 le duo des écrivains Jorge Luis Borges et Adolfo Bioy Casares pour un nouveau film, Les autres, à être réalisé en France. À partir d'une trame imaginée par Borges, tous trois s'attaquent de concert au scénario : l’histoire d’un libraire de Paris qui perd son fils et qui est entraîné à une série de métamorphoses quand il enquête sur les causes de ce suicide.  
Présenté au Festival de Cannes en 1974, le film fait scandale et divise la critique, mais reçoit le soutien de nombreux artistes et intellectuels : Gilles Deleuze, qui écrit là son premier texte sur le cinéma, mais aussi Marguerite Duras, Jean-Pierre Faye, Jacques Roubaud, Nathalie Sarraute, Alain Robbe-Grillet, Iannis Xenakis, Robert Bresson, Louis Malle, Jacques Rivette… 
En 1979, toujours en France, Hugo Santiago réalise Écoute voir, film dans lequel Catherine Deneuve « détective » enquête sur une secte qui cherche à contrôler les gens en utilisant des ondes radio. Le film incorpore de nombreuses innovations techniques : un certain son stéréophonique magnétique et des images singulières en Panavision. Le film est salué dans Valeurs Actuelles et Le Spectacle du Monde par Michel Mourlet, qui insérera l'un des deux articles dans son ouvrage l'Écran éblouissant.
En 1980 il propose à son ami le romancier argentin Juan José Saer, exilé comme lui à Paris, de composer ensemble un scénario qui allait devenir le deuxième volet de sa Trilogie de Aquiléa. Après quatre années d’écriture avec Saer, Hugo Santiago tourne à Paris Les trottoirs de Saturne, récit fantastique et, en même temps, une réflexion sur leur propre exil.

### « Objets audiovisuels »
Parce que la production connut de graves difficultés pour parvenir à répondre aux exigences du cinéaste, Hugo Santiago décide alors de se consacrer à la conception et à la facture de nouvelles formes : grâce à la production de l’INA, qui sollicite la chaîne Arte comme diffuseur, Santiago entreprend la réalisation de ce qu’il appelle « ses objets audiovisuels : une douzaine de films de toute nature, de toutes formes novatrices, à propos de tout genre de sujets ». 
Il réalise ainsi des « films de théâtre » (adaptations visuelles d' Electre de Sophocle (1986) et de La Vie de Galilée de  Bertolt Brecht (1991), selon les mises en scène d'Antoine Vitez) ; des « films de musique » (La Geste gibeline, en 1987, qui encercle l'opéra de Iannis Xenakis l’Orestie, d’après la tragédie d'Eschyle, d'une vaste réflexion narrative et poétique sur la Sicile ; La Voix humaine (1989) de Poulenc et Cocteau ; puis deux œuvres conçues avec Georges Aperghis : Énumérations, recherche dont le sujet est la production même du son, et l'opéra La Fable des Continents (1992) composé spécialement pour le film). 
Il suit également pendant près d'un an le violoncelliste Christophe Coin dans tous les aspects de son travail (1995), ou le quatuor Mosaïques et leurs interprétations de Beethoven (1996 et 1999).
En 1998, il consacre un film à l'écrivain Maurice Blanchot, avec la collaboration de Christophe Bident, qui sera diffusé dans la collection Un siècle d’écrivains. 
En 2001, il se rend à Rio de Janeiro pour réaliser Maria Bethânia do Brasil,  un "essai documentaire" sur l'interprète brésilienne, avec la participation de Caetano Veloso et de Chico Buarque.

### Retour à la fiction
Au même moment, Hugo Santiago rédige, avec l’écrivain franco-argentin Santiago Amigorena, l’adaptation libre d’une nouvelle de Ross Macdonald, qu’il tourne en 2002 pour le cinéma, Le Loup de la Côte Ouest.
En 2002, l’Argentine lui rend hommage et lui consacre une Rétrospective intégrale dans le cadre du Festival de Buenos Aires. Au cours de cette manifestation, est projetée la version restaurée de son 1er film, Invasión, dont  huit bobines du négatif original avaient été séquestrées pendant la dictature militaire. 
Cette même année, une Rétrospective de ses films est projetée à la Cinémathèque espagnole.
En 2003 et 2004, il dirige des séminaires et travaux de recherche audiovisuelle, à Paris et à Buenos Aires, pour de jeunes cinéastes du monde entier.
En octobre 2003 a lieu une Rétrospective à la Cinémathèque française de toute son œuvre narrative, organisée par L’Art du Cinéma. 
Du 2004 à 2006, il écrit différents scénarios : Mylène et l’Homme aux Milliards, et Duchamp 1918 ou bien Buenos Aires n’existe pas, en collaboration avec Alan Pauls.
En 2006, à la mort de sa mère, il s'attaque finalement à l’écriture de Adiós — troisième et dernier volet de La Trilogie de Aquiléa, l’œuvre la plus vaste qu’il ait jamais tentée, dont le tournage doit avoir lieu à Buenos Aires. La préparation commence en 2010. Mais Hugo Santiago décide, subitement, d'ajourner : « il n’était pas raisonnable de revenir à Buenos Aires pour tourner une œuvre aussi considérable après 43 ans d’absence. – il fallait réaliser auparavant un film de dimensions plus réduites ». Il convoque alors à Paris son ami Mariano Llinás, pour qu’ils composent ensemble, en quelques mois, le scénario de Le ciel du Centaure, un petit conte fantastique “un peu conte soufi”, qu’il était en train d’imaginer. 
Santiago va à Buenos Aires pour préparer et tourner le nouveau film, la finition a lieu à Buenos Aires, Mexico et Paris, Le ciel du Centaure est achevé en 2015 et inaugure le Festival international du cinéma indépendant de Buenos Aires (BAFICI).
En cette même année 2015 la préparation de Adiós reprend, qui doit être tourné en 2017. 

## Filmographie

### En tant que réalisateur
- 1967 : Los contrabandistas (court métrage)
- 1968 : Los taitas (court métrage)
- 1969 : Invasión
- 1974 : Les Autres
- 1978 : Écoute voir
- 1986 : Les Trottoirs de Saturne
- 1987 : Électre
- 1988 : La Geste gibeline
- 1989 : La Voix humaine (recréation cinématographique pour la télévision)
- 1991 : La Fable des continents (téléfilm)
- 1992 : La Vie de Galilée (téléfilm)
- 1995 : Christophe Coin, le musicien
- 1997 : Maurice Blanchot (Un siècle d'écrivains)
- 2001 : Maria Bethânia do Brasil
- 2002 : Le Loup de la côte Ouest
- 2015 : Le Ciel du centaure

### En tant qu'acteur
- 1971 : Puntos suspensivos o Esperando a los bárbaros
- 1977 : Colloque de chiens (court métrage)
- 1986 : Les Trottoirs de Saturne
- 1987 : Résidence surveillée